# Grote Boeddha van Fo Guang

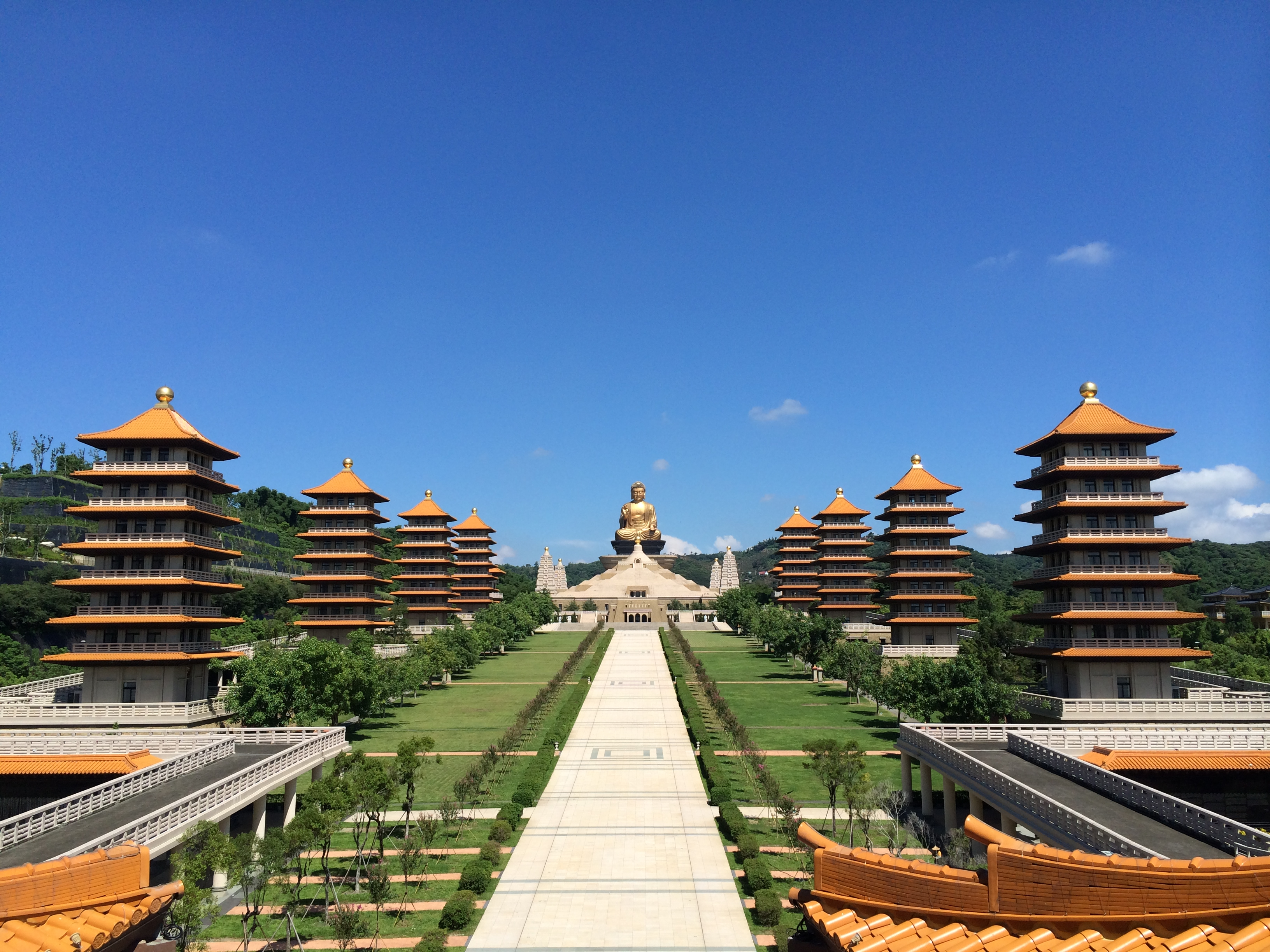
de Grote Boeddha achter de laan met de pagodes en het hoofdgebouw

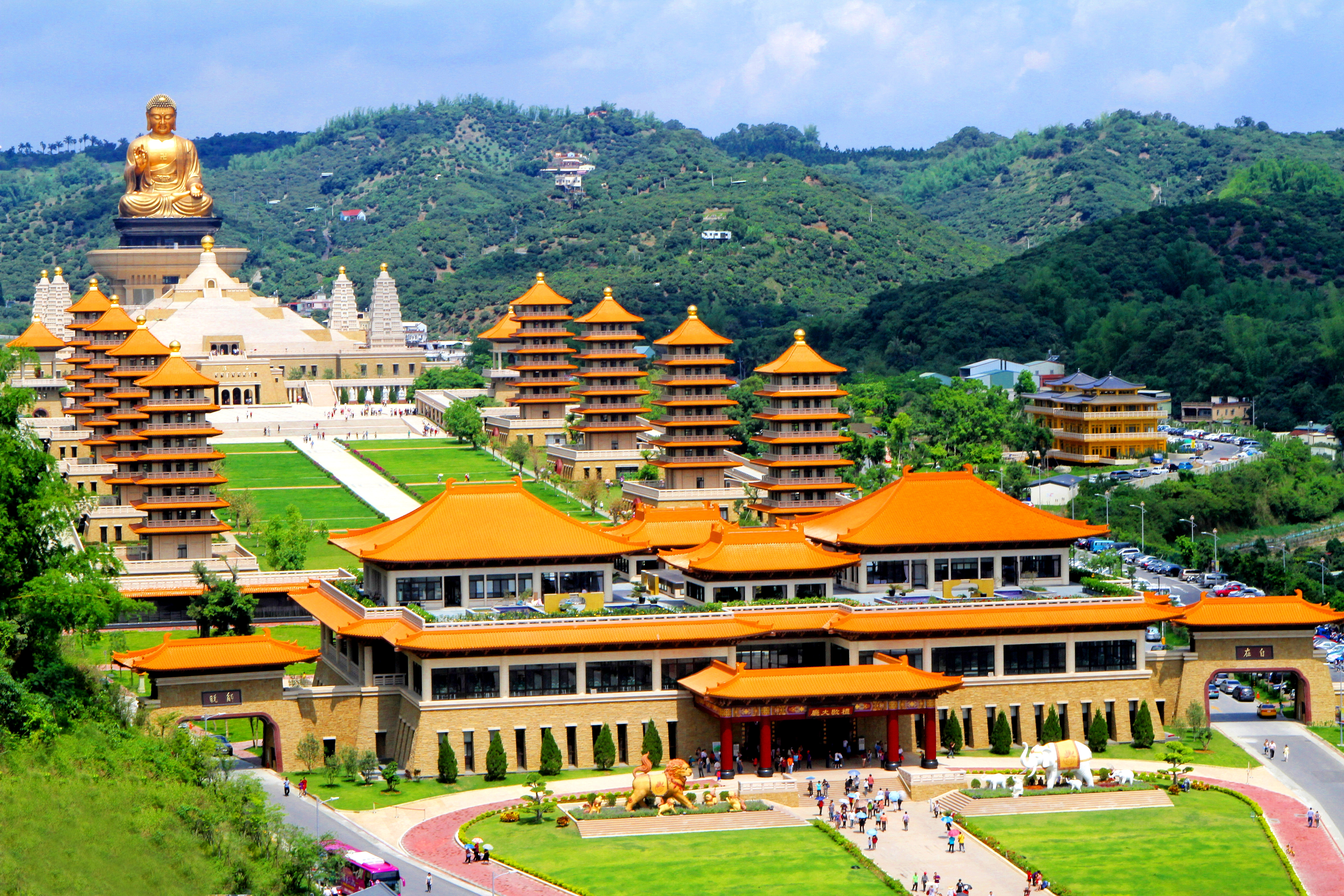
de Grote Boeddha links achter het Fo Guang Shan Boeddhamuseum

De Grote Boeddha van Fo Guang is een kolossaal standbeeld in het Fo Guang Shan Boeddhamuseum in het district Dashu in Kaohsiung in Taiwan.
Op ongeveer 1200 meter naar het zuidoosten staat de Grote Boeddha van Great Buddha Land.

## Geschiedenis
Rond 1967 kocht Fo Guang Shan ongeveer 194 hectare land om onder andere een nieuwe tempel te bouwen.
In 1998 kreeg Meester Hsing Yun een tandreliek van Gautama Boeddha, wat er toe leidde om het Buddha Memorial Center te bouwen.
In december 2011 werd het Buddha Memorial Center geopend, later bekend als het Fo Guang Shan Boeddhamuseum, en omvat de Grote Boeddha.

## Bouwwerk
Het gouden standbeeld beeldt Gautama Boeddha af in een zittende houding, kijkende richting het zuidoosten.
Het standbeeld is inclusief het voetstuk 108 meter hoog, terwijl het beeld zelf een hoogte heeft van 40 meter. Voor het beeld gebruikte men 1872 ton brons.
Ten zuidoosten van het bouwwerk bevindt zich het hoofdgebouw, gevolgd door een laan met acht pagodes.